# Naveda
Naveda es una localidad pedánea del municipio de la Hermandad de Campoo de Suso, Cantabria, España, en la ribera del Híjar. Su principal actividad económica consiste en la explotación agropecuaria del ganado vacuno y caballar, y el turismo. 
El pueblo se extiende en la llanada del valle del Híjar, que pudiera ser el origen etimológico de Campoo: campo pando, o llano. abierto Naveda se oculta a la vista desde la carretera de Alto Campoo a Reinosa por las choperas de las márgenes del río. Hacia el sur, crece un cerrado bosque de roble hasta las proximidades de Mazandrero, ocupando las laderas más bajas de la sierra de Híjar. El arbolado también embellece las principales calles y plazas del pueblo y alcanza tamaños extraordinarios en los tres chopos que rodean a la bolera, en la Plaza de Medio Lugar.

## Patrimonio histórico
Una de las primeras menciones historiográficas conocidas que hacen referencia a Naveda (Napeta) se encuentra en la donación hecha en 1031 por la condesa doña Toda, hija del conde de Castilla al monasterio de Sahagún de un monasterio con unas reliquias de San Pelayo en esta localidad: 

...in loco quod nuncupant Campo Pau una villa quam dicunt Napeta cum suo monasterio in quo recondite manent reliquie Sancti Pelagii et alliorum sanctorum, est autem ipsum monasterium cum sua uilla in ripa de flumine Iggari qui fluit in Ebro, cum sua hereditate...

La actual iglesia de San Pelayo, patrón del pueblo, es en su mayor parte factura del s XVIII, aunque en su sacristía, parte del muro sur y otros elementos aislados, como algún canecillo de caveto permanecen los restos del templo del XII. En el interior de la sacristía, en una pequeña capilla bajo bóveda de cañón apuntado de sillería (s XIII) aparecen unas pinturas de datación probable del XVI.  En el edificio destaca la espadaña con tres troneras y remates de bolas y pirámides de estilo herreriano. Se conservan retablos del XVIII de carácter popular y un sillón de madera con el escudo tallado con las armas de los Ríos Enríquez.
De esta familia se conserva su casa-torre solariega a la entrada del pueblo, de planta baja y tres alturas construida en el siglo XVII y reformada más tarde en el frente de la fachada. Se rodea de una alta tapia en la que se abren dos buenas portaladas. Del resto de la arquitectura civil, aparte de la arquitectura autóctona, bien conservada en general, destacan algunas casas del siglo XIX y principios del XX, como la antigua rectoral y la que se sitúa enfrente, ambas en la Plaza de la Bolera, o las de Don Lucas y Antonio Rodríguez, o la conocida con el nombre de Torre de los Pájaros, más reciente, en la que deja notar el estilo regionalista montañés.
En la plaza de Medio Lugar, se levanta una cruz de ánimas de piedra. Consta de pódium, pedestal y la cruz previamente dicha y recibe decoración escultórica de carácter popular en el anverso de las dos últimas, La iconografía hace referencia a la pasión de Cristo y a la muerte, algo muy habitual en este tipo de piezas. Los temas son: Cristo crucificado en el centro de la cruz; Prendimiento y otro tema de difícil interpretación que pudiera corresponderse con la Flagelación, en el brazo transversal; Calavera en el remate de la cruz, la Dolorosa, la Verónica enseñando el manto con la efigie de Cristo y una escena más grande con el tema de San Francisco salvando a las ánimas, también llamadas humilladeros o “santucos” solían situarse en cruces de caminos, en plazas o como separación de límites (en este caso el nombre de Plaza de Medio Lugar es significativo) y en muchas ocasiones conmemoraban algún suceso trágico acaeciendo en el lugar. La de Naveda, contiene siete temas iconográficos, lo que la convierte en excepcional dentro de Cantabria. Su cronología hay que llevarla al siglo XVIII, probablemente.